# Desno Trebarjevo
Desno Trebarjevo est un village de la municipalité de Martinska Ves (comitat de Sisak-Moslavina) en Croatie. Au recensement de 2011, le village comptait 334 habitants.